# Rue Popincourt
La rue Popincourt est une voie située dans les quartiers de la Roquette et Saint-Ambroise du 11e arrondissement de Paris, en France.

## Situation et accès
La rue Popincourt est orientée globalement nord-sud, dans le 11e arrondissement de Paris. Elle débute au sud au niveau du 29, rue de la Roquette et se termine 430 m au nord au niveau du 90, boulevard Voltaire.

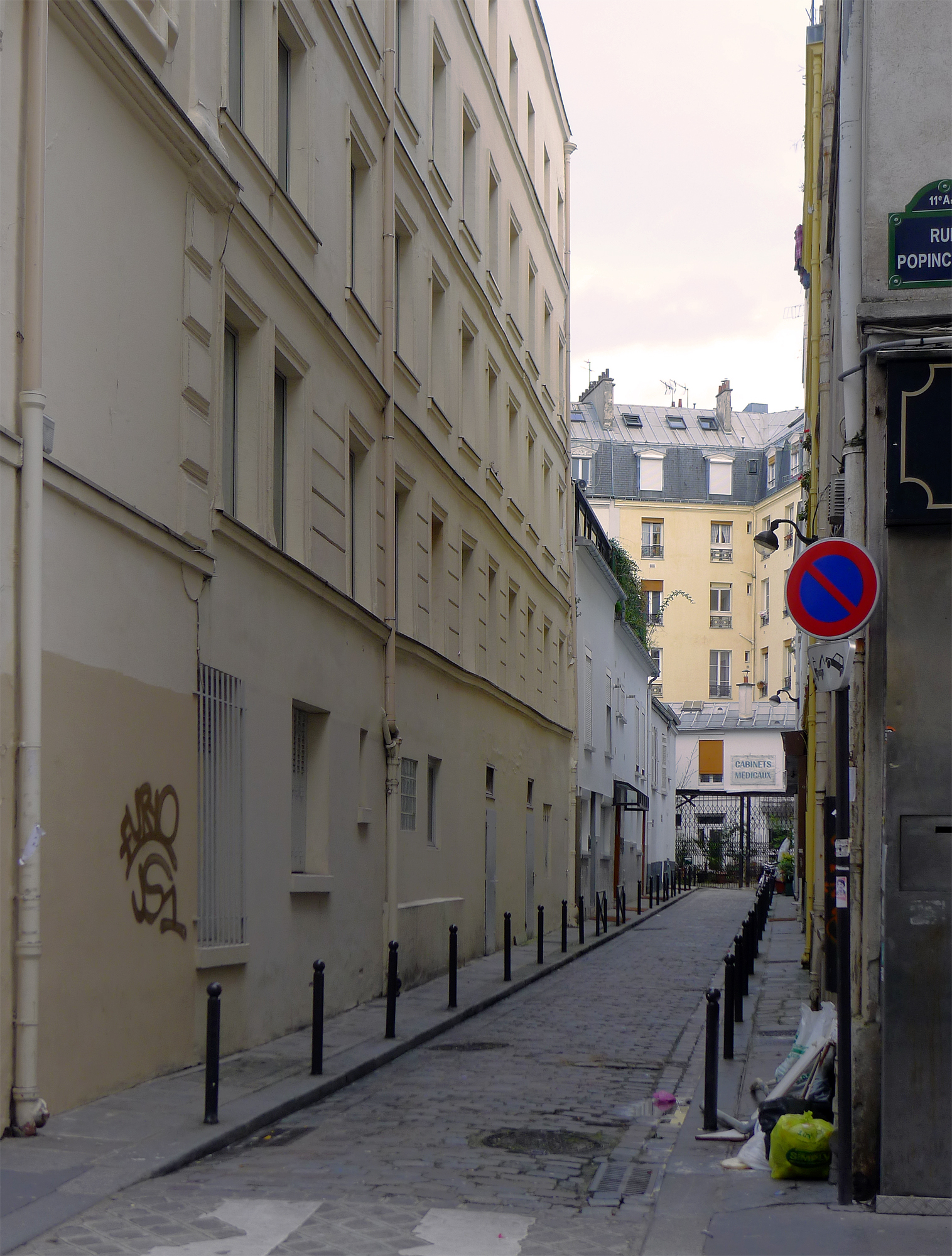
Passage Lisa.
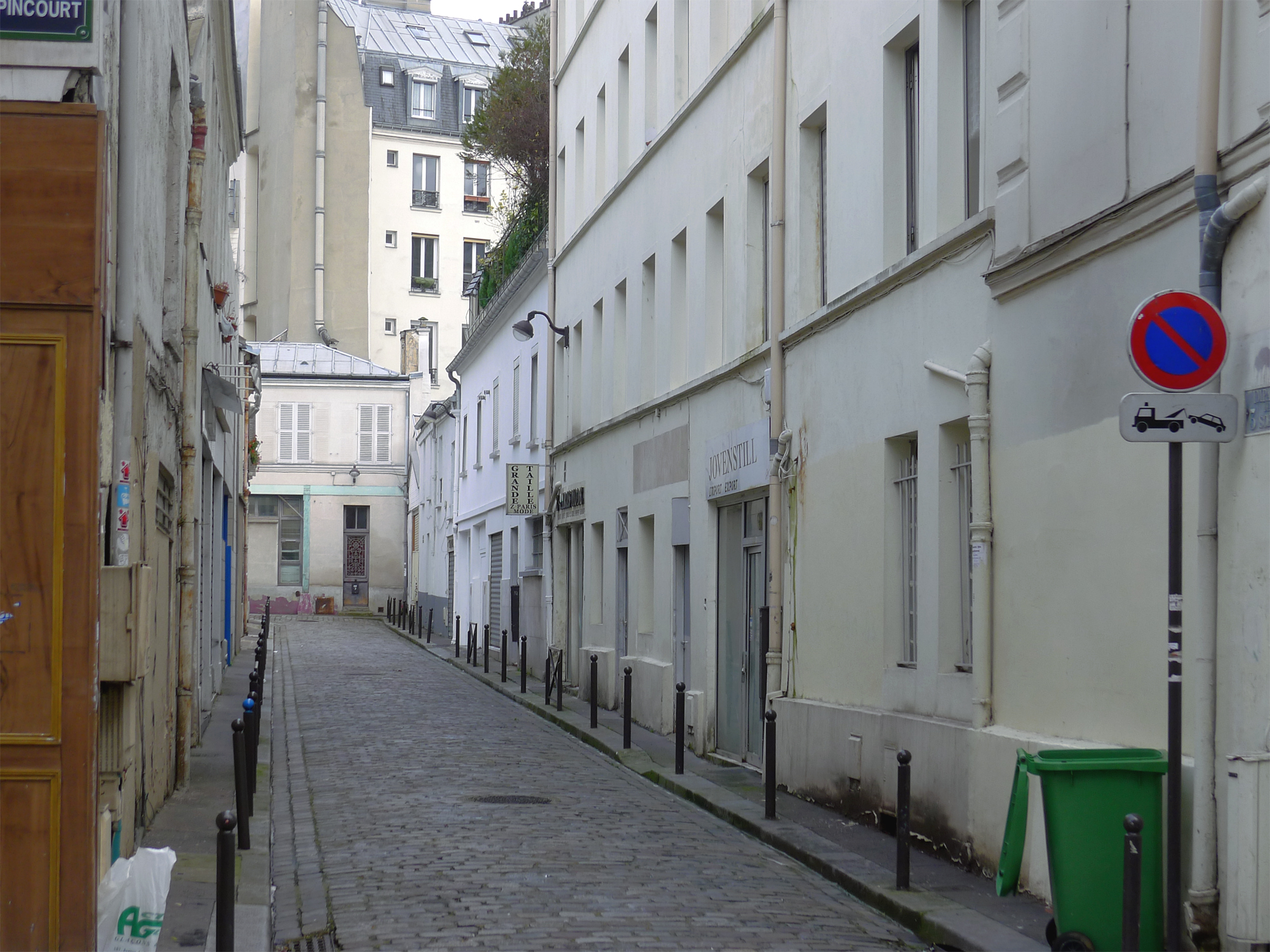
Impasse des Trois-Sœurs.
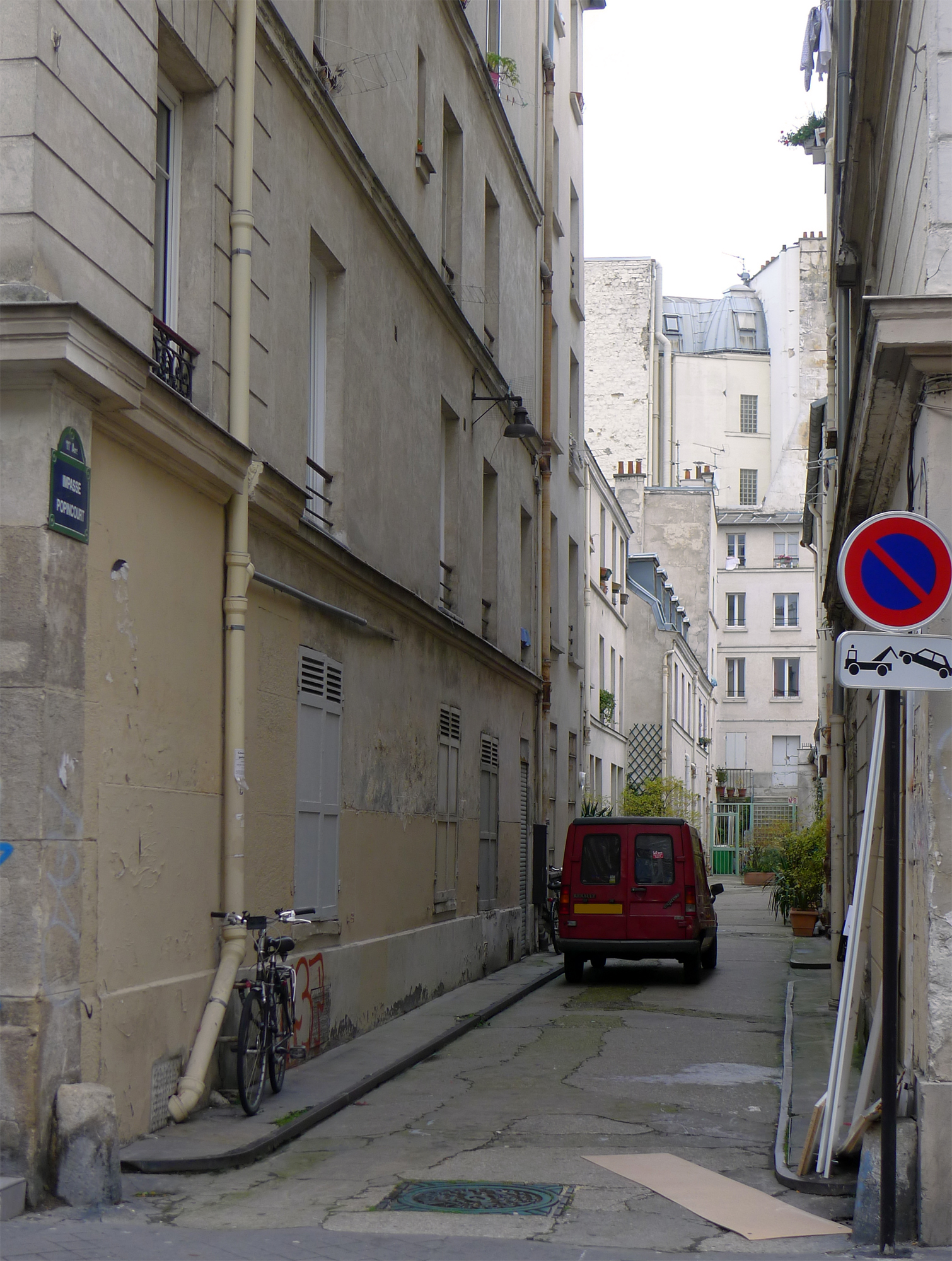
Impasse Popincourt.
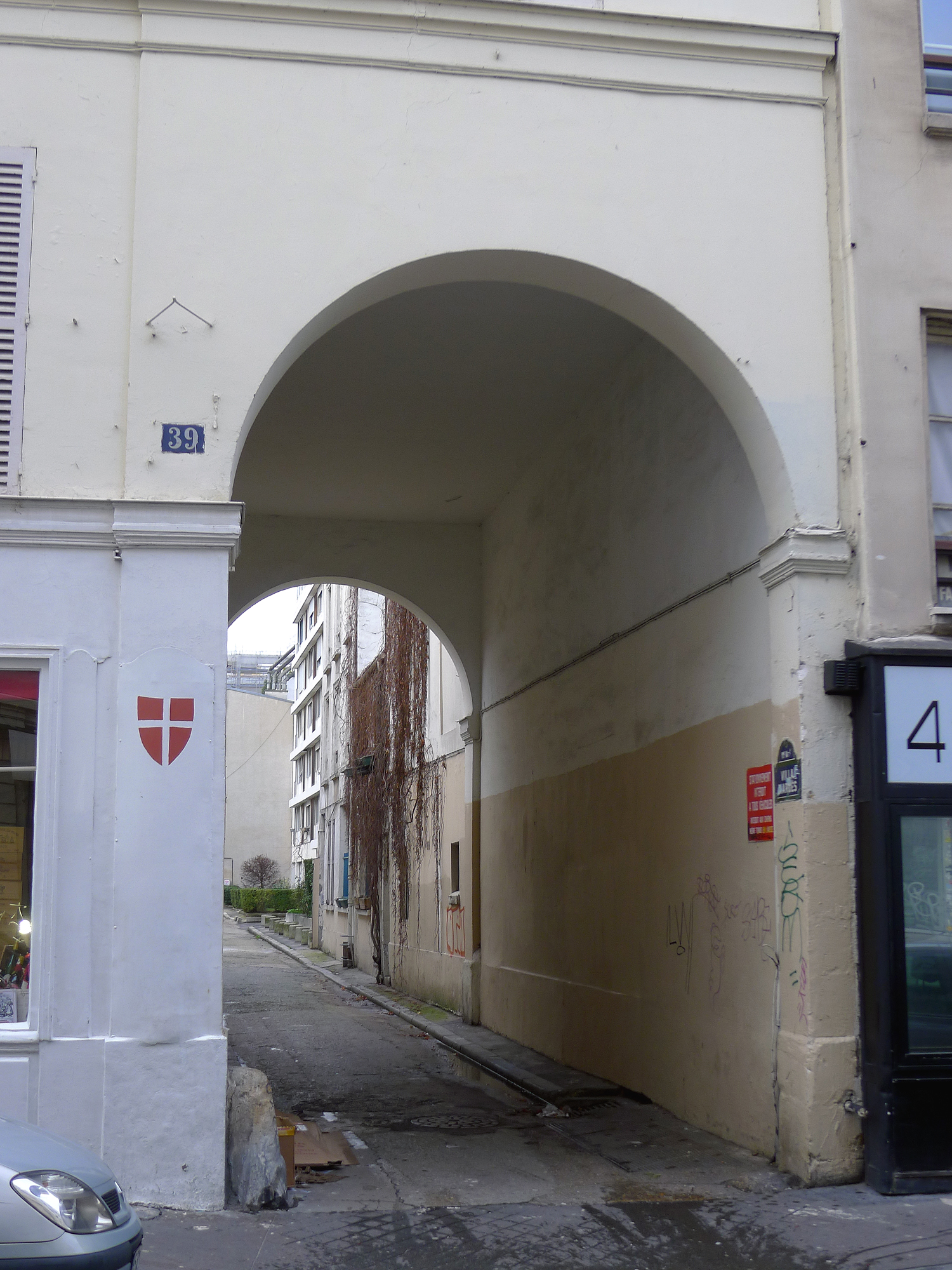
No 39 : entrée de la villa Marcès.

Elle est poursuivie au sud par la rue Basfroi, et au nord par la rue de la Folie-Méricourt, après le square situé devant l'église Saint-Ambroise.

## Origine du nom
La rue doit son nom à Jean de Popincourt, président du parlement de Paris, sous Charles VI, qui fait construire un manoir à proximité, près de Paris, en 1400[réf. nécessaire].

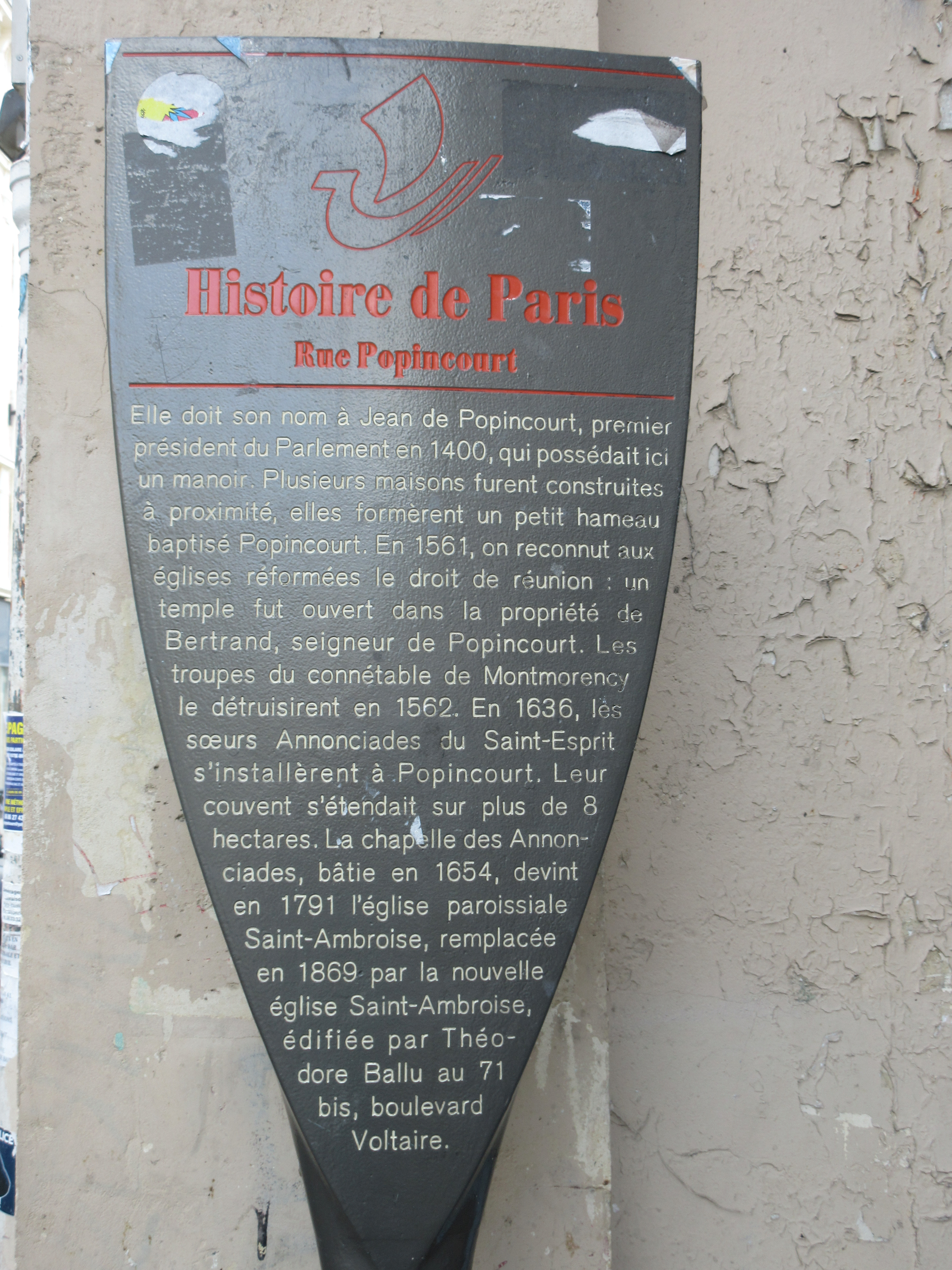
Panneau Histoire de Paris « rue Popincourt »

## Historique

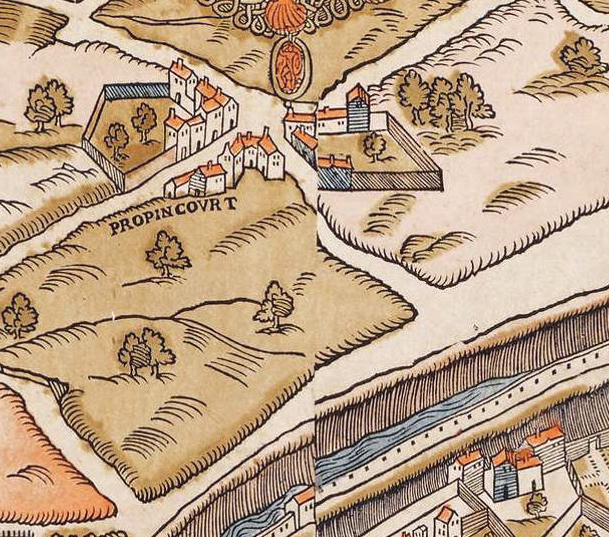
Le hameau sur le plan de Truschet et Hoyau (vers 1550).

En 1400, Jean de Popincourt, président du parlement de Paris, fait construire un manoir à l'angle sud-est du Chemin Vert qui mène de Paris au Mont aux vignes et d'une petite rocade nord-sud qui relie l'abbaye Saint-Antoine-des-Champs au faubourg du Temple et deviendra la rue Popincourt. Cent cinquante ans plus tard, le carrefour s'est garni d'une quinzaine de maisons et forme le premier hameau, le hameau de Popincourt, qui se rencontre en quittant vers l'est-nord-est l'enceinte de Charles V. Le comte de Cheverny acquiert alors un vaste domaine de plaisance, la Rochette, dans le prolongement de l'ancien parc du manoir de Popincourt jusqu'au-delà de l'actuelle rue Saint-Maur. Il y fait construire une nouvelle demeure, le Bel Esbat. La Rochette sera racheté par la duchesse de Mercœur.
En 1561, un temple de l'église réformée est ouvert dans la propriété de Bertrand de Popincourt que les troupes du connétable Anne de Montmorency détruisent l'année suivante.
En 1635, le hameau de Popincourt est réuni avec le fief de Reuilly pour agrandir le nouveau faubourg Saint-Antoine et former une unique paroisse, la paroisse Sainte Marguerite.
La rue apparait en 1672 sur le plan de Paris d'Albert Jouvin de Rochefort. En 1636, un couvent qui s'étend sur plus de 8 hectares y est construit ; la chapelle du couvent, bâtie en 1654, devient en 1791 l'église paroissiale Saint-Ambroise, remplacée en 1869 par l'église actuelle, édifiée par Théodore Ballu.
En 1868, une partie de la rue Popincourt, entre les rues Saint-Ambroise et Oberkampf, est rattachée à la rue de la Folie-Méricourt.
C'est rue Popincourt, au carrefour avec la rue du Chemin-Vert, que le 30 décembre 1901 les apaches de Joseph Pleigneur, alias Manda, attaquent au couteau une première fois François Leca, le nouveau souteneur d'Amélie Élie, laquelle deviendra célèbre sous le surnom de Casque d'Or. Le quartier est alors le plus sordide du Paris haussmannien et les combats de rue entre voyous scandalisent tout autant qu'ils fascinent la bourgeoisie de la Belle Époque.

## Bâtiments remarquables et lieux de mémoire
La rue Popincourt comporte les édifices remarquables suivants :
- au no 43 se trouvaient les studios du sculpteur Godebski ;
- au no 45, une boulangerie classée aux monuments historiques[4] ;
- Élisabeth Claire Leduc, ancienne danseuse de l'Opéra, marquise de Tourvoie à Fresnes, avait une maison dans cette rue où elle est morte fin 1792[réf. nécessaire].

Dans la rue Popincourt a été établie une manufacture de sparterie en 1775, à l'initiative du Toulonnais Jean-François Gavoty. 

Quelques entrées cochères
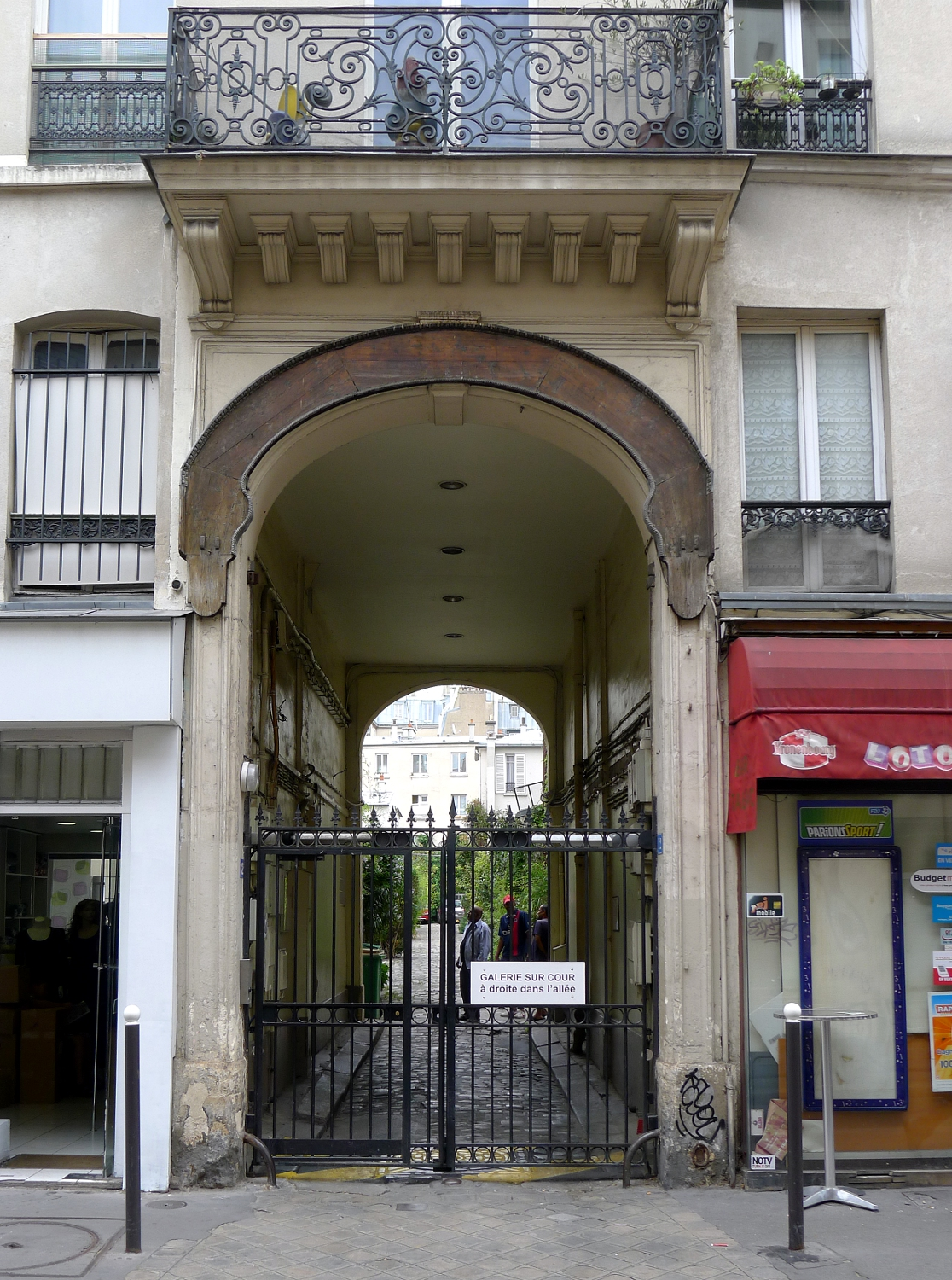
Immeuble no 12.
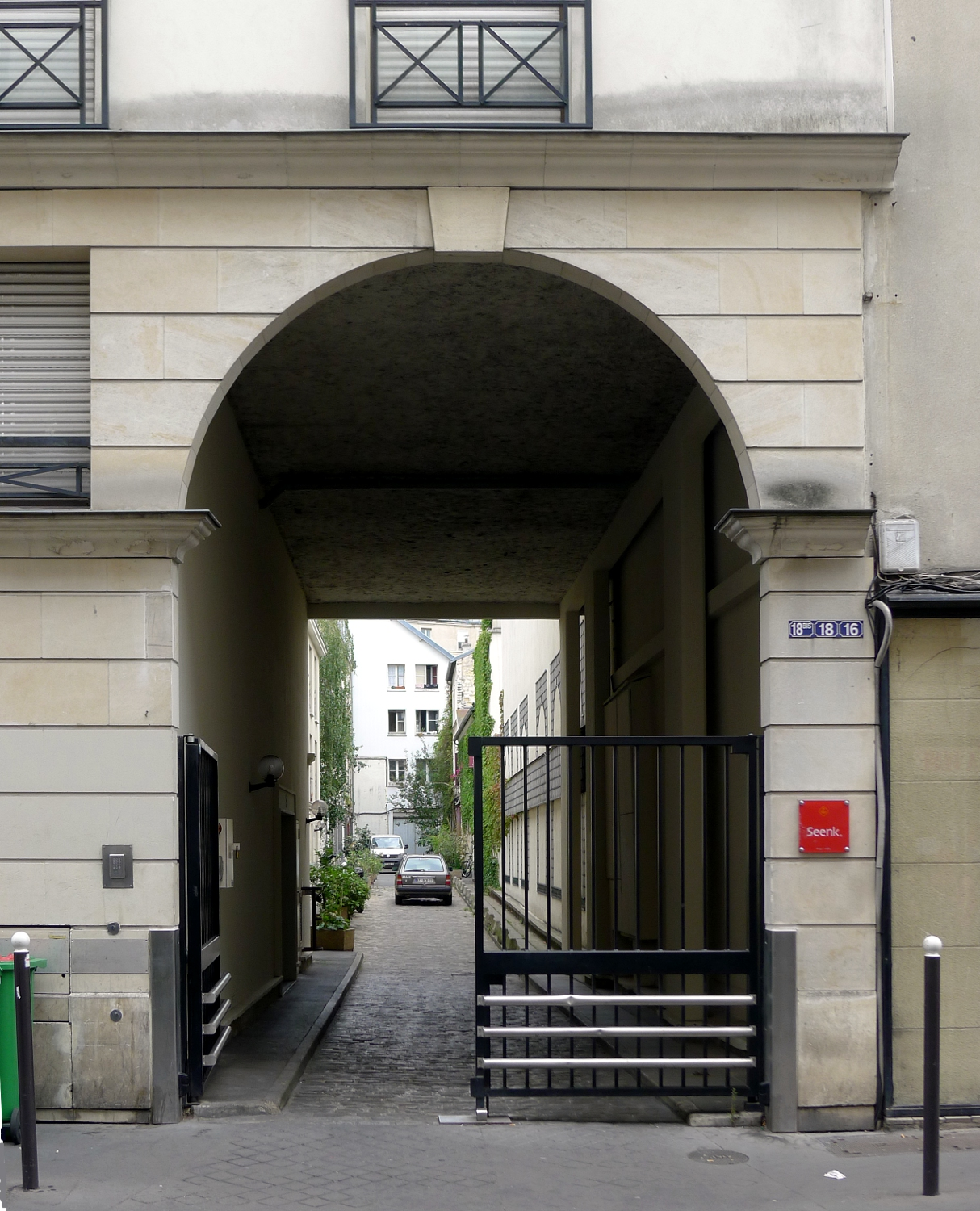
Immeuble nos 16, 18 et 18 bis.

Divers
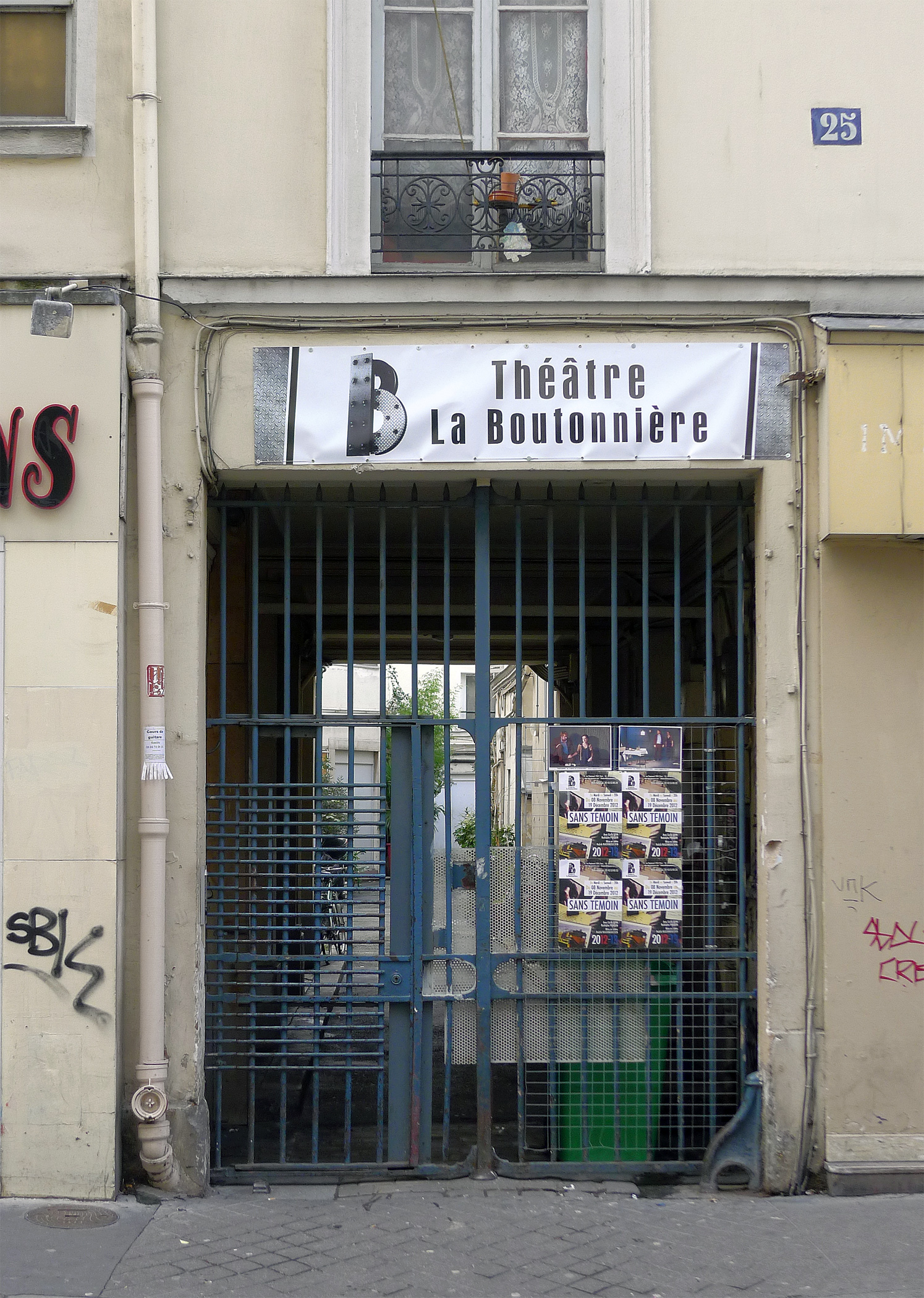
Au no 25, théâtre de la Boutonnière.
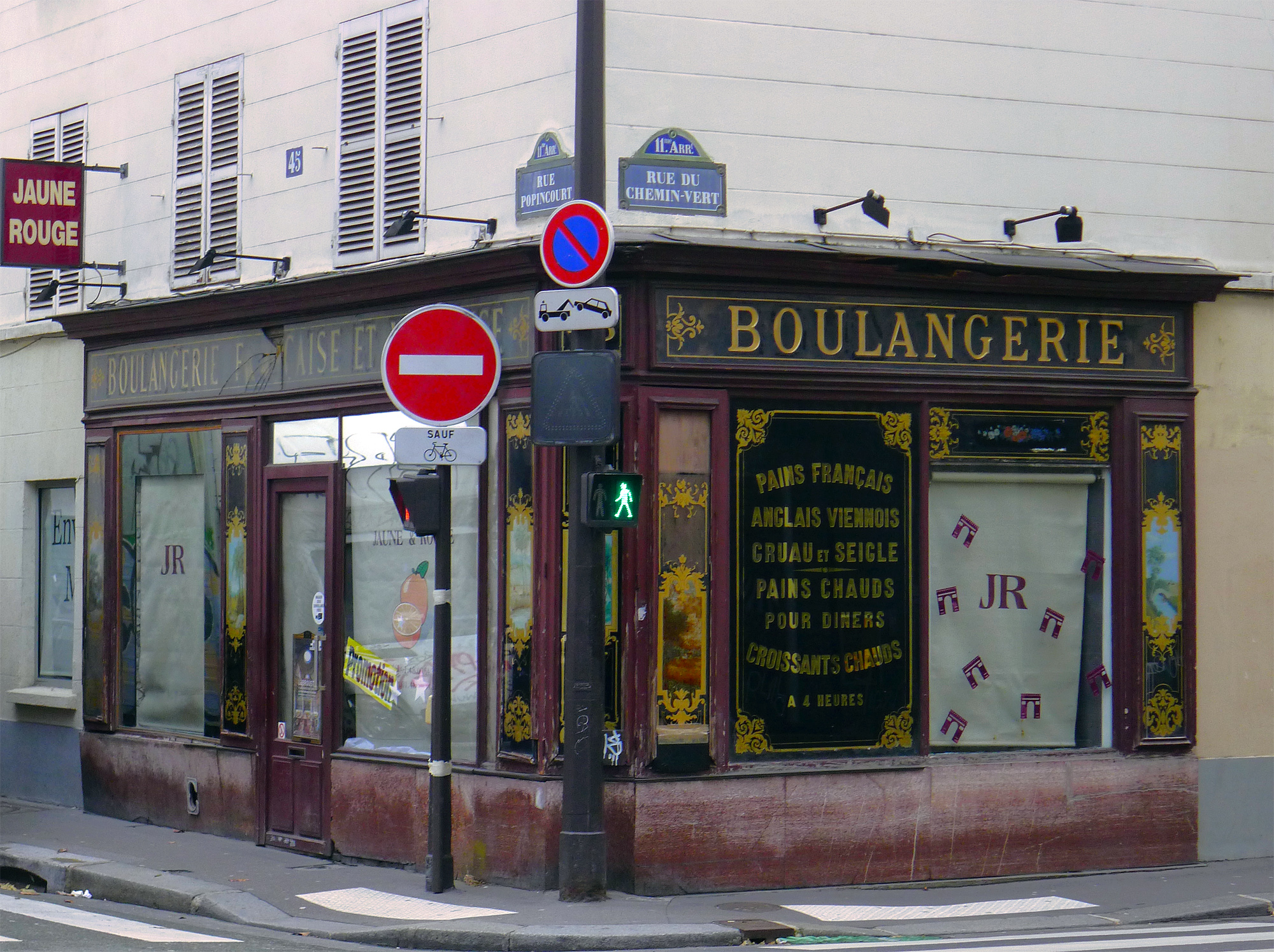
Au no 45, boulangerie inscrite aux monuments historiques.